# Strade provinciali della provincia di Trieste
Elenco delle ex strade provinciali poste nella ex provincia di Trieste. Dal 1º luglio 2016, con la devoluzione delle competenze provinciali alla Regione in vista della futura soppressione delle province in Friuli Venezia Giulia, queste strade sono divenute di competenza regionale. Dal 1º gennaio 2018 sono di competenza di Friuli Venezia Giulia Strade; ciononostante hanno mantenuto, per un certo tempo, la vecchia numerazione e il prefisso SP, pur essendo diventate strade regionali. Ora al numero è anteposta la sigla SR TS.

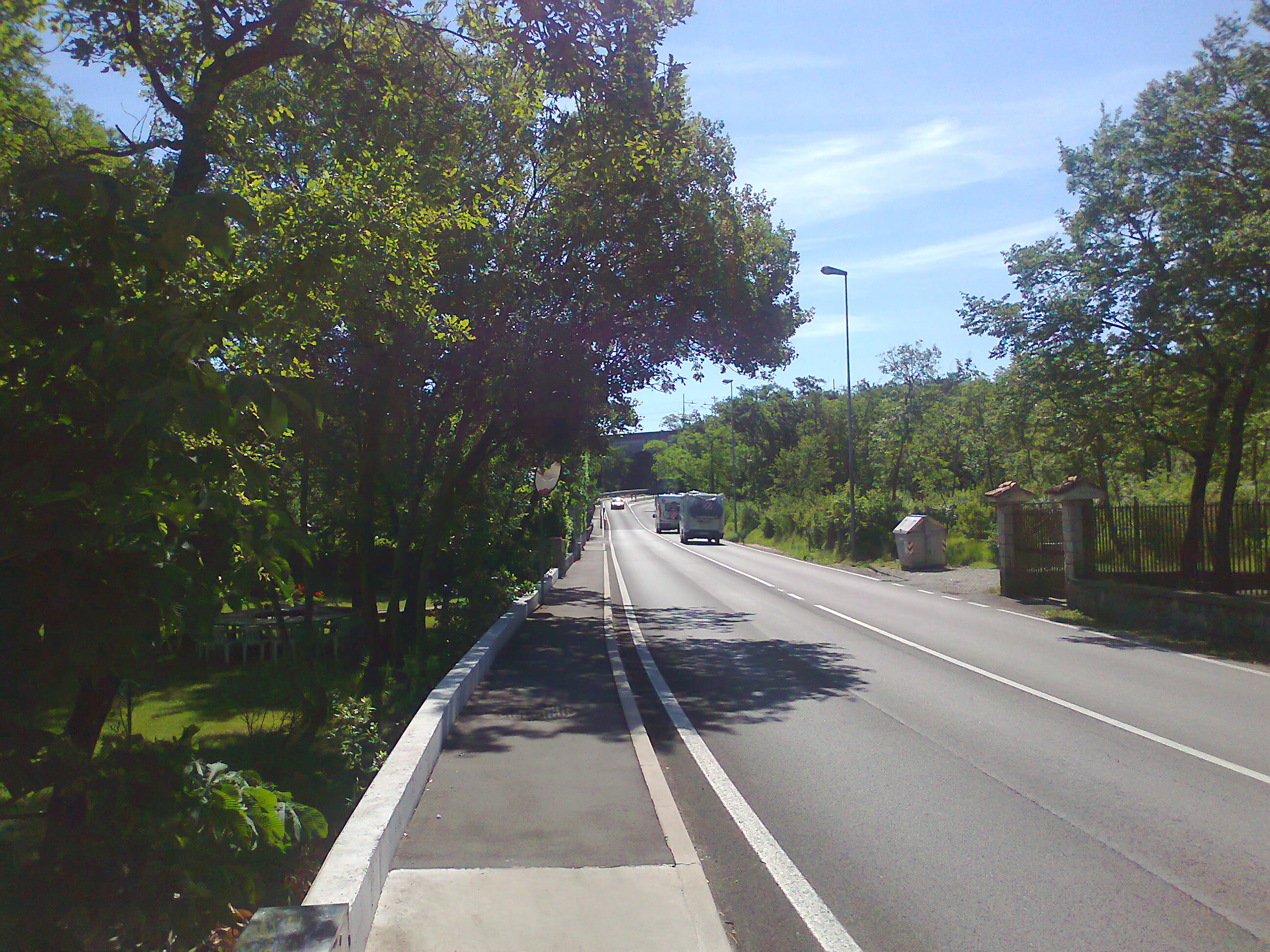
Il tratto della SR TS 1 tra Aurisina Cave e Aurisina Centro.

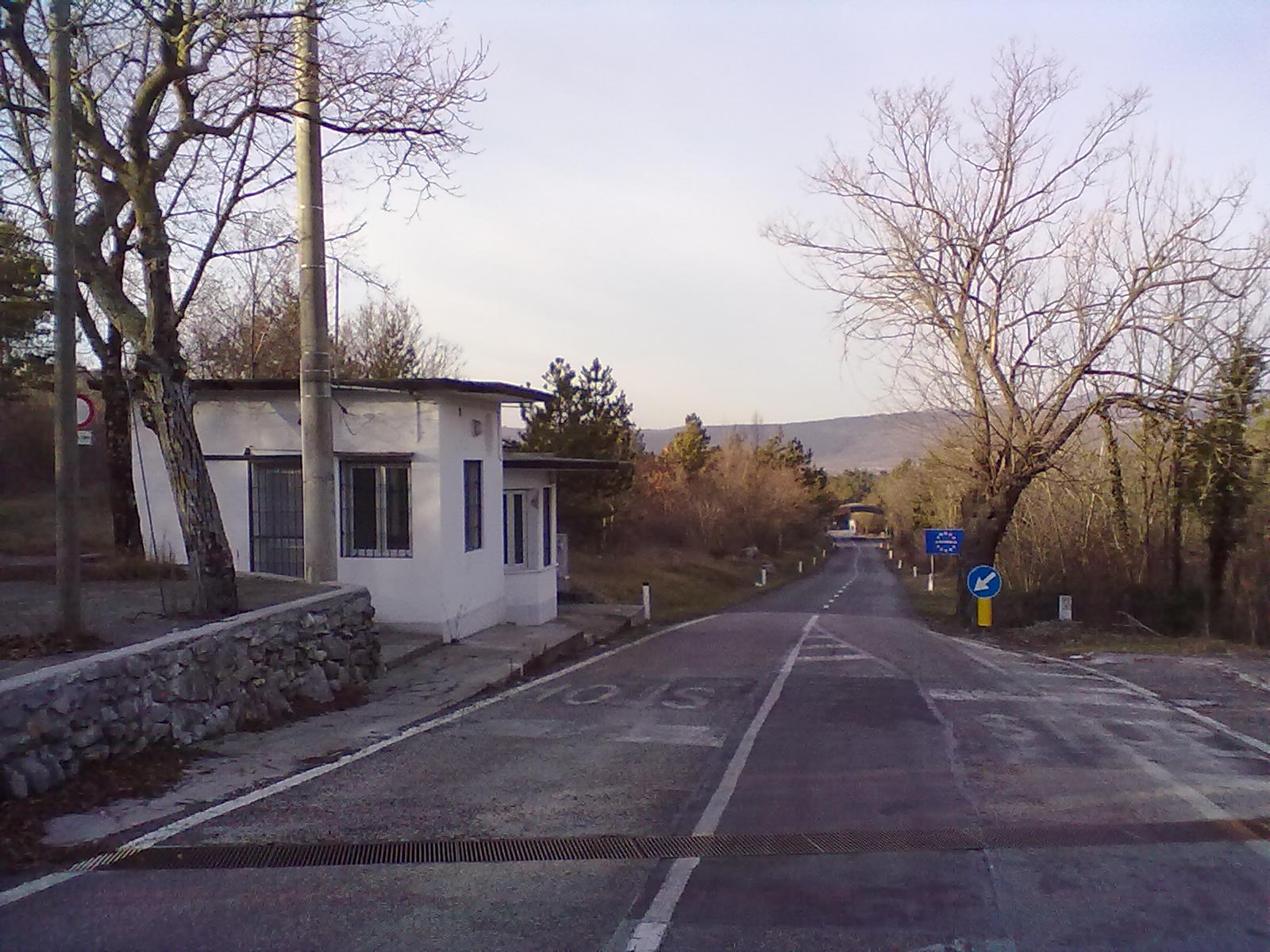
Il valico confinario di San Pelagio su cui termina la SR TS 6.

## Elenco
| Numero      | Denominazione               | Percorso | km             |
| ----------- | --------------------------- | --- | -------------- |
| SR TS 1     | del Carso                   | Sistiana - Aurisina - Santa Croce - Prosecco - Opicina - Trebiciano - Padriciano - Basovizza SR TS 10              | 23,920         |
| SR TS 2     | di Duino                    | Duino Stazione - Castello Duino - Duino Mare                                                                       | 1,650          |
| SR TS 3     | di Sistiana                 | Sistiana - Sistiana Mare                                                                                           | 2,200          |
| SR TS 4     | di Malchina                 | Sistiana Visogliano SR TS 32 - Ceroglie - Malchina - Precenico - San Pelagio SR TS 5                               | 6,560          |
| SR TS 5     | di San Pelagio              | Aurisina SR TS 1 - San Pelagio SR TS 6                                                                             | 4,010          |
| SR TS 6     | di Comeno                   | Campo Sacro SR TS 1 - Gabrovizza - Baita - bivio di Samatorza - bivio per Ternova Piccola - confine di San Pelagio | 8,480          |
| SR TS 7     | di Gabrovizza               | Gabrovizza SR TS 6 - Sgonico SR TS 8                                                                               | 1,650          |
| SR TS 8     | di Monrupino                | Sgonico SR TS 7 - Rupinpiccolo - Repen - Col SR TS 9                                                               | 8,720          |
| SR TS 9     | del Vipacco                 | Opicina SS 58 - Col - confine di Stato di Monrupino                                                                | 4,180          |
| SR TS 10    | del Timavo                  | Basovizza - confine di Stato di Basovizza                                                                          | 2,140          |
| SR TS 11    | di Prebenico                | ex Dazio - Sant'Antonio in Bosco - Bagnoli della Rosandra - Crogole - confine di Stato di San Servolo              | 8,250          |
| SR TS 12 A  | della Rosandra              | Mattonaia - SR TS 11                                                                                               | 3,550          |
| SR TS 12 B  | della Rosandra              | Quadrivio zona artigianale - Dolina                                                                                | 2,383          |
| SR TS 13    | di Caresana                 | SR TS 12B - ponte torrente Rosandra - bivio di Baredi - Caresana - Crociata di Prebenico - Noghere                 | 6,270          |
| SR TS 14    | di Muggia                   | Aquilinia - Muggia - San Rocco - Punta Ronco - Punta Sottile - Lazzaretto - confine di Stato di San Bartolomeo     | 9,370          |
| SR TS 15    | delle Noghere               | Rabuiese - Farnei SP 14                                                                                            | 1,850          |
| SR TS 16    | di Santa Barbara            | Muggia SR TS 14 - confine di Stato di Santa Barbara                                                                | 2,820          |
| SR TS 17    | di Chiampore                | San Rocco SR TS 14 - Zindis - San Floriano - confine di Stato di Chiampore                                         | 2,950          |
| SR TS 18    | di Sales                    | Baita SR TS 6 - Sales                                                                                              | 0,540          |
| SR TS 19    | di Gropada                  | Basovizza SR TS 1 - Gropada - Padriciano SR TS 1                                                                   | 3,340          |
| ex SR TS 20 | di San Giuseppe             | Puglie di Domio SR TS 12 - Log - San Giuseppe della Chiusa - SR TS 11                                              | declassificata |
| SR TS 21    | di Grozzana                 | Pesek - Grozzana                                                                                                   | 1,090          |
| SR TS 22    | di Draga Sant'Elia          | Basovizza - Draga Sant'Elia                                                                                        | 2,470          |
| SR TS 23    | di Baredi                   | San Dorligo della Valle SR TS 12B - Baredi SR TS 13                                                                | 1,270          |
| SR TS 24    | Girone di Santa Barbara     | SR TS 16 - Santa Barbara                                                                                           | 0,350          |
| SR TS 25    | Girone di Chiampore         | SR TS 17 - Chiampore                                                                                               | 0,450          |
| SR TS 26    | di Bagnoli                  | SR TS 12 - bivio Lacotisce                                                                                         | 0,590          |
| SR TS 27    | di Sesana                   | Basovizza SP 1 - confine di Stato                                                                                  | 1,720          |
| SR TS 28    | di Sgonico                  | Sgonico SR TS 7 - Sales SR TS 18                                                                                   | 2,260          |
| SR TS 29 A  | di Borgo Grotta Gigante     | SR TS 1 - SR TS 8                                                                                                  | 1,490          |
| SR TS 29 B  | di Borgo Grotta Gigante     | Borgo Grotta Gigante SR TS 8 - Prosecco campo sportivo SR TS 1                                                     | 0,900          |
| SR TS 29 C  | di Borgo Grotta Gigante     | collegamento tratto A - tratto B, interno a Borgo Grotta Gigante                                                   | 0,270          |
| SR TS 30    | della Fornace               | Aurisina Stazione SR TS 5 - Prepotto - SR TS 6                                                                     | 1,600          |
| SR TS 31    | di Slivia                   | Aurisina Cave SR TS 1 - Slivia - Precenico SR TS 4                                                                 | 3,110          |
| SR TS 32    | di Visogliano               | Sistiana - Visogliano - Malchina SR TS 4                                                                           | 2,860          |
| SR TS 33    | del Villaggio del Pescatore | Duino - Villaggio del Pescatore                                                                                    | 0,910          |
| SR TS 34    | di Medeazza                 | San Giovanni di Duino SS 55 - Medeazza                                                                             | 1,650          |
| SR TS 35    | di Opicina                  | Trebiciano RA 13 - Prosecco SR TS 6 (ex tratto )                                                                   | 8,900          |
| ex SS 15    | Strada di Aquilinia         | Aquilinia - rotonda innesto SR TS 15 (ex tratto )                                                                  | 2,525          |